# Kwashiorkor
Kwashiorkor – dotycząca najczęściej dzieci w ubogich krajach choroba powodowana tak niedoborem ilościowym, jak i jakościowym (białko, witaminy, pierwiastki śladowe) pożywienia. Niedobory żywieniowe zaburzają syntezę enzymów, niedostateczna podaż aminokwasów prowadzi do zmian funkcji, a potem również struktury narządów wewnętrznych, wtórnie – także do zaburzeń gospodarki wodno-elektrolitowej i układu odpornościowego, dochodzi do zakażeń, w tym na przykład rzadko spotykanego u osób prawidłowo żywionych raka wodnego.
Cierpiący na kwashiorkor jest osłabiony, apatyczny, zaniki tkanki tłuszczowej i mięśni mogą być maskowane obrzękami, szczególnie brzucha. Obserwuje się ginekomastię, powiększenie ślinianek, hipogonadyzm. Laboratoryjnie można wykazać przewodnienie hipotoniczne, ubytki pierwiastków śladowych, hipolipidemię, niewydolność zewnątrzwydzielniczą i wewnątrzwydzielniczą trzustki (z hipoglikemią około 50 mg% i nietolerancją glukozy przy hiperinsulinemii) oraz niedokrwistość. Wchłanianie wody w dolnym odcinku przewodu pokarmowego i zagęszczanie moczu w nerkach jest upośledzone, dlatego chorzy wydalają objętościowo dużo kału i moczu.
Rozpoznanie na podstawie wywiadu i opisanych zmian nie nastręcza zwykle trudności.
Nieleczony kwashiorkor jest zawsze śmiertelny, w jego leczeniu ważne jest powolne wyrównywanie stwierdzonych niedoborów, a następnie równie ostrożne rozszerzanie diety, co przy wczesnym podjęciu terapii zwykle zapewnia korzystne rokowanie.
Nazwa kwashiorkor pochodzi prawdopodobnie z języka jednego z ghańskich plemion – ga – i oznacza „dziecko odstawione (od piersi przez młodsze rodzeństwo)”. Według niektórych źródeł może oznaczać „czerwonego chłopca” – od czerwonawego odcienia koloru włosów występującego w przebiegu choroby.